# Stylurus ivae
Stylurus ivae е вид водно конче от семейство Gomphidae. Видът не е застрашен от изчезване.

## Разпространение
Разпространен е в САЩ (Алабама, Джорджия, Северна Каролина, Флорида и Южна Каролина).

## Описание
Популацията на вида е стабилна.